# Деміен Боннар
Де́міен Бонна́р (фр. Damien Bonnard; нар. 4 липня 1978, Алес, Гар, Франція) — французький актор.

## Біографія
Деміен Боннар народився 4 липня 1978 року в місті Алес, що в департаменті Гар у Франції. Найвідоміший виконанням провідної ролі Лео у фільмі режисера Алена Гіроді «Стояти рівно», за яку в 2017 році був номінований як найперспективніший молодий актор на здобуття кінопремій «Люм'єр» (отримав нагороду) та «Сезар».
У кіно Деміен Боннар знімався також у фільмах таких режисерів, як Бертран Бліє, Паскаль Шомей, Крістофер Нолан та ін.

## Фільмографія (вибіркова)
| Рік  |    | Українська назва                   | Оригінальна назва                 | Роль                           |
| ---- | -- | ---------------------------------- | --------------------------------- | ------------------------------ |
| 2010 | ф  | Поза законом                       | Hors la loi                       | співробітник кабаре            |
| 2010 | ф  | Шурхіт кубиків льоду               | Le bruit des glaçons              | другий хуліган                 |
| 2011 | ф  | Ульотний рейс                      | Low Cost                          | пасажир літака                 |
| 2012 | ф  | Августина                          | Augustine                         | другий син Дюмонто             |
| 2012 | кф | Світ вверх ногами                  | Le monde à l'envers               | Animateur supermarché          |
| 2012 | ф  | Орлеан                             | Orléans                           |                                |
| 2012 | ф  | Заміж на 2 дні                     | Un plan parfait                   | Ромейн                         |
| 2013 | с  | Ніколя ле Флок                     | Nicolas Le Floch                  | зазивала                       |
| 2013 | с  | Вбивства в...                      | Meurtres à...                     | Габріель                       |
| 2013 | кф | Затримання                         | Rétention                         | фр. L'intervenant de l'OFII    |
| 2013 | ф  | Документ, якого бракує             | La pièce manquante                | тренер Віолетти на батуті      |
| 2013 | кф | Я люблю швидкість                  | Je sens plus la vitesse           | бармен                         |
| 2013 | с  | Сім'я Кац                          | La Famille Katz                   | вихователь                     |
| 2014 | ф  | Вбивства в абатстві Сент-Вен       | Meurtres à l'abbaye de Rouen      | Габріель                       |
| 2014 | ф  | Меркуліалії                        | Mercuriales                       | охоронець                      |
| 2014 | кф | Малий кролик                       | Petit lapin                       | Деміен, директор кастингу      |
| 2014 | кф | Мій герой                          | Mon héros                         | Ремі                           |
| 2014 | кф | Цей древній світ                   | Ce monde ancien                   | Мокрен                         |
| 2015 | с  | Париж                              | Paris                             | Дені                           |
| 2015 | ф  | Опір повітря                       | La résistance de l'air            | будівельник                    |
| 2015 | ф  | Астрагал                           | L'astragale                       | молодий паризький поліцейський |
| 2015 | кф | Дівчатка                           | Les filles                        | інструктор                     |
| 2015 | кф | Тато, Александр, Максим та Едуардо | Papa, Alexandre, Maxime & Eduardo | Максим                         |
| 2016 | ф  | Продавець                          | Vendeur                           | Ліліан                         |
| 2016 | ф  | Стояти рівно                       | Rester vertical                   | Лео                            |
| 2016 | ф  | Зупинка в дорозі                   | Voir du pays                      | лейтенант                      |
| 2017 | ф  | Дюнкерк                            | Dunkirk                           | французький солдат             |
| 2017 | ф  | Вулиця спраги                      | Thirst Street                     | Жером                          |
| 2017 | ф  | Дев'ять пальців                    | 9 doigts                          | Курц                           |
| 2017 | ф  | Засновано на реальних подіях       | D'après une histoire vraie        | The perchman                   |
| 2018 | ф  | Щось не так з тобою                | En liberté!                       | Луї                            |
| 2019 | ф  | Знедолені                          | Les Misérables                    | Стефан Руїс                    |
| 2023 | ф  | Бідолашні створіння                | Poor Things                       | Отець                          |

## Визнання
| Нагороди та номінації Деміена Боннара | Нагороди та номінації Деміена Боннара | Нагороди та номінації Деміена Боннара | Нагороди та номінації Деміена Боннара |
| Рік                                   | Категорія                             | Фільм                                 | Результат                             |
| ------------------------------------- | ------------------------------------- | ------------------------------------- | ------------------------------------- |
| Премія «Люм'єр»                       |                                       |                                       |                                       |
| 2017                                  | Найкращий молодий актор               | Стояти рівно                          | Перемога                              |
| Премія «Сезар»                        |                                       |                                       |                                       |
| 2017                                  | Найперспективніший актор              | Стояти рівно                          | Номінація                             |
| 2019                                  | Найкращий актор другого плану         | Щось не так з тобою                   | Номінація                             |